# 北京交通大学经济管理学院
北京交通大学经济管理学院，习惯简称“经管学院”，为北京交通大学下属的一个学院。
北京交通大学经济管理类学科始创于1909年，是中国最早开始培养高级管理人才的基地。1996年由原经济学院、物资管理工程系、工业与建筑管理工程系合并而成经济管理学院。

## 下设机构
- 经济系
- 会计系
- 企业管理系
- 物流管理系
- 信息管理系
- 旅游管理系
- 工程管理系
- 公共管理系
- 金融系
- 中澳商学院和专业学位教育中心